# Assèchement des grands lacs et mers au XXe siècle
L'assèchement des grands lacs et mers au XXe siècle est un processus de diminution de la surface, du volume et du niveau de l'eau des grands lacs et mers.
Ce phénomène est une composante de la difficulté générale d'approvisionnement en eau des populations : « On recense dans le monde environ 1,1 milliard de personnes qui ne peuvent accéder facilement à l'eau » néanmoins, cette conséquence n'est pas l'unique effet de ces assèchements, même si la problématique n'est pas similaire partout dans le monde, notamment en fonction du type de milieu et du mode de vie des régions concernées.

## Problématique
À la vue d'exemples ci-dessous, l’assèchement à travers le monde présente de nombreux points communs. Dans tous les cas, plusieurs conflits politiques plus ou moins importants sont apparus entre les différentes parties concernés. Ensuite, étant donné que la quantité d’eau dans les lacs diminue, cela entraîne une augmentation de la salinité, qui à son tour joue un rôle décisif dans la détérioration de la faune et de la flore. De ces différents éléments, découlent des problèmes qui touchent directement les populations locales. De fait, les cultures ne sont plus suffisamment irriguées et de nombreuses espèces de poissons disparaissent, les pêcheurs et agriculteurs se retrouvent sans emplois et sont alors contraints de devoir migrer. Le Tchad et la mer d'Aral touchent un même type de population, cela se voit par le nombre d'indicateurs communs ci-dessous.
Il y a de nombreuses connivences entre les tentatives de solutions apportées à ces assèchements. La principale étant une dérivation de l'eau, par pipeline dans les régions plus développées ou par la création de canaux dans les autres. En résumé, l'assèchement des grands lacs et mers est un problème d'actualité qui touche l'ensemble du monde mais chaque région a une manière propre de le gérer.

## Cas spécifiques

### Mer Morte

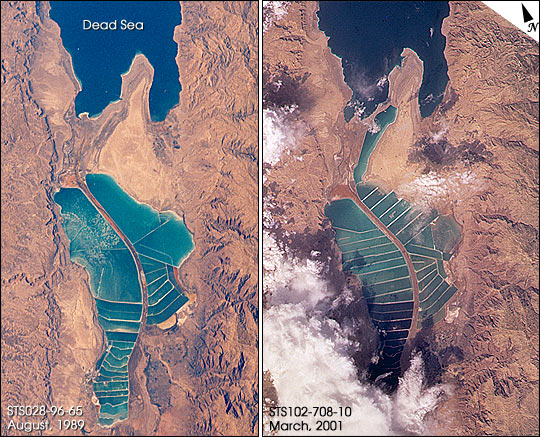
Évolution de la mer Morte entre 1989 (gauche) et 2001 (droite).

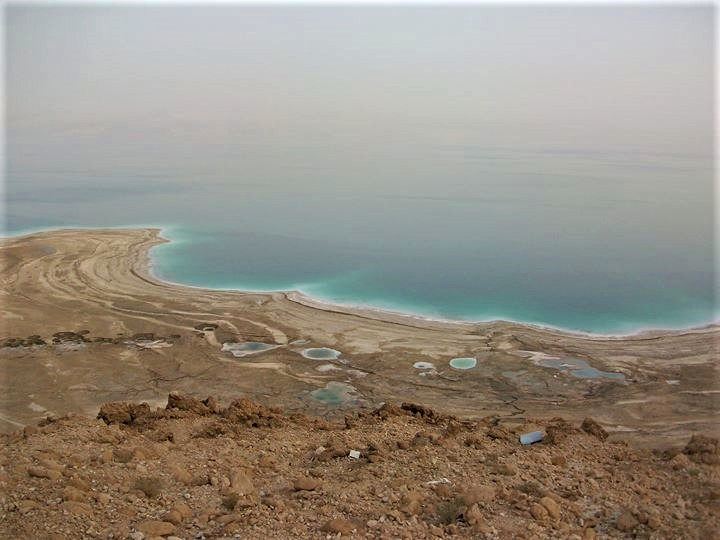
Dolines formées le long du rivage asséché de la mer Morte (2011).

Au Proche-Orient, l'avenir de la mer Morte suscite de nombreuses inquiétudes. Les caractéristiques de cette mer en font un patrimoine historique pour les pays qui bordent ses côtes. Elle se distingue en effet en étant « le point le plus bas émergé de la Terre », en « abritant les sites bibliques de la Sodome » et par sa salinité importante qui, d’une part, apporte des bienfaits particuliers aux baigneurs et, d’autre part, empêche la prolifération des algues et poissons, d’où son appellation « Mer Morte ». Mais son assèchement incessant depuis un demi-siècle en a fait un sujet important d’études pour de nombreux scientifiques du monde entier. Les conséquences de cet assèchement et les solutions mises en place et à élaborer pour contrer ce problème sont intéressantes à analyser. Les pays adjacents à la Mer Morte principalement touchés sont Israël, la Jordanie et la Palestine.

#### Conséquences de l'assèchement
Depuis quelques décennies, la Mer Morte connait un assèchement constant, son niveau baissant d’un mètre par an en moyenne. Cette diminution a des impacts importants sur la population, sur l'environnement et sur l'économie.
Tout d’abord, d'un point de vue naturel, cet assèchement provoque des changements climatiques conséquents qui viennent, de surcroît, accroître encore plus le manque d'eau. En effet, dans cette partie du monde, le climat devient de plus en plus aride et les périodes de pluie se font de plus en plus rares à la suite de la diminution du niveau d'eau de la Mer Morte. Le cycle de l'eau n'est désormais plus respecté dans ces contrées. Ce manque de pluies intensifie l'assèchement des nappes phréatiques, ce qui provoque une diminution de la quantité d'eau disponible pour les habitants. Ces derniers sont obligés d'utiliser l'eau avec parcimonie pour les tâches ménagères (vaisselle, nettoyage, lessives…), l'hygiène personnelle (toilettes, douches…) et pour le peu de production agricole encore possible. Petit-à-petit l'eau devient une denrée très rare.
L'impact de l'assèchement sur l'hygiène implique bien évidemment des complications encore plus graves sur la santé de la population. De nombreuses maladies et épidémies touchent les personnes les moins aisées et ne font qu'accroître plus encore le fossé social dans ces pays.
Ensuite, l'assèchement de la Mer Morte provoque une augmentation de la salinité, déjà très élevée après plusieurs décennies de ce phénomène. Il en découle deux conséquences majeures :
- La première est l'augmentation massive d'industries. En effet, le marché des minéraux ne cesse de croître dans cette région du monde. De nombreuses entreprises viennent donc s'implanter sur les côtes de la Mer Morte pour profiter de la concentration en sel extrêmement élevée. Cette source de minéraux est unique au monde et beaucoup de gros investisseurs l'ont compris. Ce marché florissant est positif pour l'économie de ces pays mais détruit plus encore le peu de faune et flore qu'on pouvait trouver dans la région.
- Les cultures sont aussi mises de côté, ce qui ne favorise en rien les petits paysans régionaux. Bien que les nouvelles industries amènent de nouveaux emplois, ces derniers ne reviennent que très rarement aux locaux. De surcroît, le taux de chômage s’accroît plus encore et la seule solution possible est la migration. C'est la seconde conséquence majeure liée à l'augmentation de la salinité et donc, de l'assèchement de la Mer Morte.

#### Projet de solutions
À l'heure actuelle[Quand ?], les gouvernements d'Israël, de la Palestine et de la Jordanie se sont déjà mis d'accord pour élaborer un plan de maintien pour la mer Morte. Ce dernier consiste à la couper en deux parties distinctes. La partie Sud est réservée aux industries et considérée comme une zone de travail pour extraire des minéraux et profiter en quelque sorte de l'assèchement. Dans la partie Nord, au contraire, aucune industrie n'est autorisée. Elle est préservée pour conserver l'aspect naturelle de cette mer en voie de disparition. Cela dit, c'est le seul et unique véritable plan déjà mis en place par les gouvernements pour contrer le phénomène d'assèchement. Or, si rien ne change rapidement, la disparition complète de cette mer pourrait prendre effet d’ici 2050. Aujourd'hui[Quand ?], des discussions sur de nouvelles mises en place au niveau gouvernemental dans les pays concernés sont en cours afin de trouver rapidement des solutions pour éviter la disparition complète de la Mer Morte.
Le projet le plus abouti pour pallier l’assèchement est sans doute le plan RDSC ("Red-Dead Sea Conveyor").
Ce dernier a été proposé aux différents pays côtiers de la Mer Morte et de la Mer Rouge afin de créer des canaux qui relieraient ces deux régions. L'eau de la Mer Rouge serait donc transportée vers la Mer Morte, en profitant de la différence d’altitude de ces deux contrées. Bien qu’utile comme solution pour le sauvetage de la Mer Morte, un projet de cette envergure aurait un impact environnemental important et ne serait peut-être pas uniquement bénéfique. C’est pour cette raison qu’il reste en suspens en attente d’études plus poussées.
La Mer Morte n’est pas la seule à être en cours d’assèchement rapide dans le monde. De nombreux autres lacs et mers sont confrontés à ce problème et des solutions générales pourraient donc venir d’autres pays. Dès lors, il est important que les pays concernés s’en informent et, peut-être, pourront-ils en prendre exemple. Cela dit, chaque problème est différent et demande des solutions spécifiques, mais il est toujours possible d’en tirer des informations utiles.

### Lac Tchad

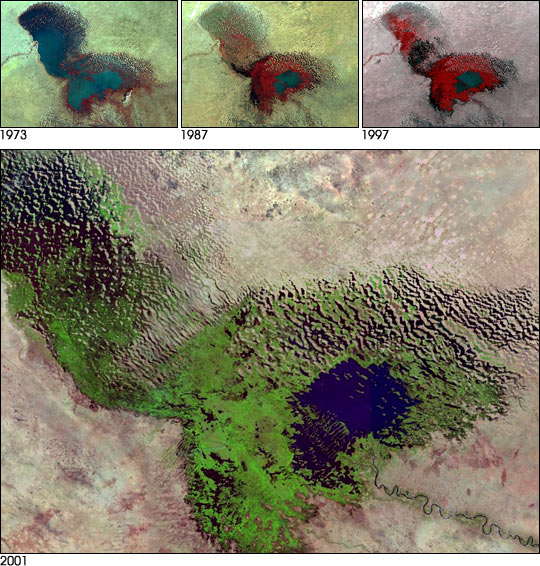
Dimninuation du lac Tchad entre 1973 et 2001.

Dans le cadre de l'analyse sur l’assèchement des grands lacs et mers, le lac Tchad est également intéressant à étudier car il présente quelques différences majeures par rapport aux autres cas. Principalement sur l’implication du réchauffement climatique sur son assèchement. Le lac Tchad est situé au centre de 4 pays d’Afrique centrale (Niger, Nigeria, Cameroun et le Tchad). Ses eaux doivent pourvoir à 30 millions d’habitants. Depuis 50 000 avant notre ère, où la superficie du lac était de 2 millions de kilomètres carrés, à aujourd'hui, où elle a été réduite à 2 500 km2, le lac Tchad a connu des assèchements successifs. Grâce à des données hydrographiques relevées depuis 1953 à aujourd’hui, il est possible de prédire l’évolution du lac et de trouver des solutions adaptées.
En effet, de nombreux enjeux ont été soulevés par l’assèchement de celui-ci.
Il y a présence notamment de conflits limitrophes ainsi que de différends entre pécheurs, agriculteurs et éleveurs. Le problème est analysé ci-dessous dans son aspect global, en couvrant un maximum d’hypothèses et de travaux déjà émis à son sujet.

#### Causes de l'assèchement
Tout d’abord, les causes de cet assèchement sont multiples. Contrairement au cas les plus courants, le réchauffement climatique se traduisant par une augmentation de l’évaporation et une réduction de la pluviosité ne serait pas la cause principale. Celui-ci est sujet à de nombreux débats concernant le lac Tchad. En effet, l'utilisation massive de l’eau pour l’irrigation, renforcée par le quadruplement de la population jonchant les côtes à la suite des migrations est une des causes importantes. Ensuite, à prendre en compte également ; un nombre important de papyrus qui consomment une grande quantité d’eau. Et enfin, les grandes sécheresses des années 1970-1980 sont des causes majeures du passage du lac Tchad moyen au petit lac. Si le lac venait à disparaître, il faudrait surement ajouter à cette liste d’ici quelques années, de mauvaises décisions face aux conflits actuels.

#### Conséquences de l'assèchement
Une chose importante à savoir, est que le lac n’est pas très profond et les côtes s’élèvent en pente très douce, si bien, qu’une infime baisse du niveau de l’eau (par exemple 10 cm) résulte en une diminution exponentielle de la surface du lac. Ces variations importantes de superficies donnent lieu à de nombreuses conséquences. Tout d’abord, des parts entières de terrain sont maintenant découvertes et disponibles à l’exploitation. Cela crée des conflits sur l’établissement des frontières entre les quatre pays qui bordent le lac. Chaque pays essayant d’augmenter sa surface côtière. Par exemple, la région du nord du Cameroun est la plus pauvre du pays et son accès au lac est quasiment son unique source de revenus. Cet accès est donc indispensable. Ensuite, un problème qui en découle naturellement, est l’approvisionnement en eau des 30 millions d’habitants, ainsi que l’irrigation. Cependant, ce dernier point ne fut pas un problème très longtemps. En effet, le retrait des eaux a rendu possible l’exploitation de terres extrêmement fertiles autrefois immergées faisant le bonheur des agriculteurs locaux. Par contre, le manque d’eau a pour conséquence, une détérioration importante de la faune aquatique du lac. En effet, près de 22 espèces ont déjà disparu. La flore s’est également vue affectée, par la transformation du lac en une zone marécageuse. Ceci rend d'ailleurs la pêche difficile. Ces changements sont la source d’un important conflit entre pécheurs, agriculteurs et éleveurs. Tandis que les premiers désirent un retour aux sources, les autres y trouvent leur compte et génèrent un profit important. Enfin, l’apparition de ces marécages a nui fortement au transport maritime jusqu’à le rendre quasiment inexistant.

#### Évolution du lac
L’évolution future du lac est sujette à de nombreux débats et a suscité plusieurs hypothèses et théories. Le cas le plus extrême est une étude de la NASA en 2001, qui prévoyait la disparition du lac à échelle de temps humaine. Celle-ci a cependant été contestée par la plupart des scientifiques travaillant sur le sujet. Il en découle de l’avis général, deux grandes hypothèses. Premièrement, une stabilisation en un petit lac. Celui-ci s’auto-régulerait et sa superficie ne changerait que peu. Deuxièmement, le lac Tchad continuerait à avoir des cycles de variations du niveau d’eau, comme il le fait depuis des milliers d’années. Néanmoins, l'avenir du lac est incertain car les modèles de mesures manquent de précision. Cependant une chose semble mettre tout le monde d’accord, le lac ne retrouvera jamais sa superficie d’antan. Notamment à cause de la pression exercée par les exploitants des terres anciennement recouvertes d’eau. Quelques personnes soutiennent cet assèchement pour des raisons économiques au détriment de l’avenir de la région. Les conséquences de ce conflit pourraient devenir fatales pour la population locale. Ce ne serait d'ailleurs pas la première fois qu’une société s’effondre à cause d’une mauvaise gestion de ses ressources naturelles.

#### Projets de solutions
De nombreuses conséquences découlent de l’assèchement du lac Tchad ; certaines à court terme, d’autres de plus longue haleine. Diverses solutions ont déjà été mises en œuvre ou sont en préparation, afin de les contrer. L’évolution du lac en sera fortement influencée. En 1964, la commission du bassin du lac Tchad fut créée afin de prendre les décisions importantes relatives au lac. Leur plus grand projet est de dériver une partie des eaux du fleuve Oubangui via le Chari dans le lac Tchad afin de remplir celui-ci. Ensuite, pour pallier le problème des frontières, l’ONU avec l’aide de la cour internationale de justice de la Haye, a délimité celles-ci. Pour terminer, de nouvelles routes ont été créées sur les anciennes terres immergées, remplaçant ainsi le transport maritime.

### Mer d'Aral

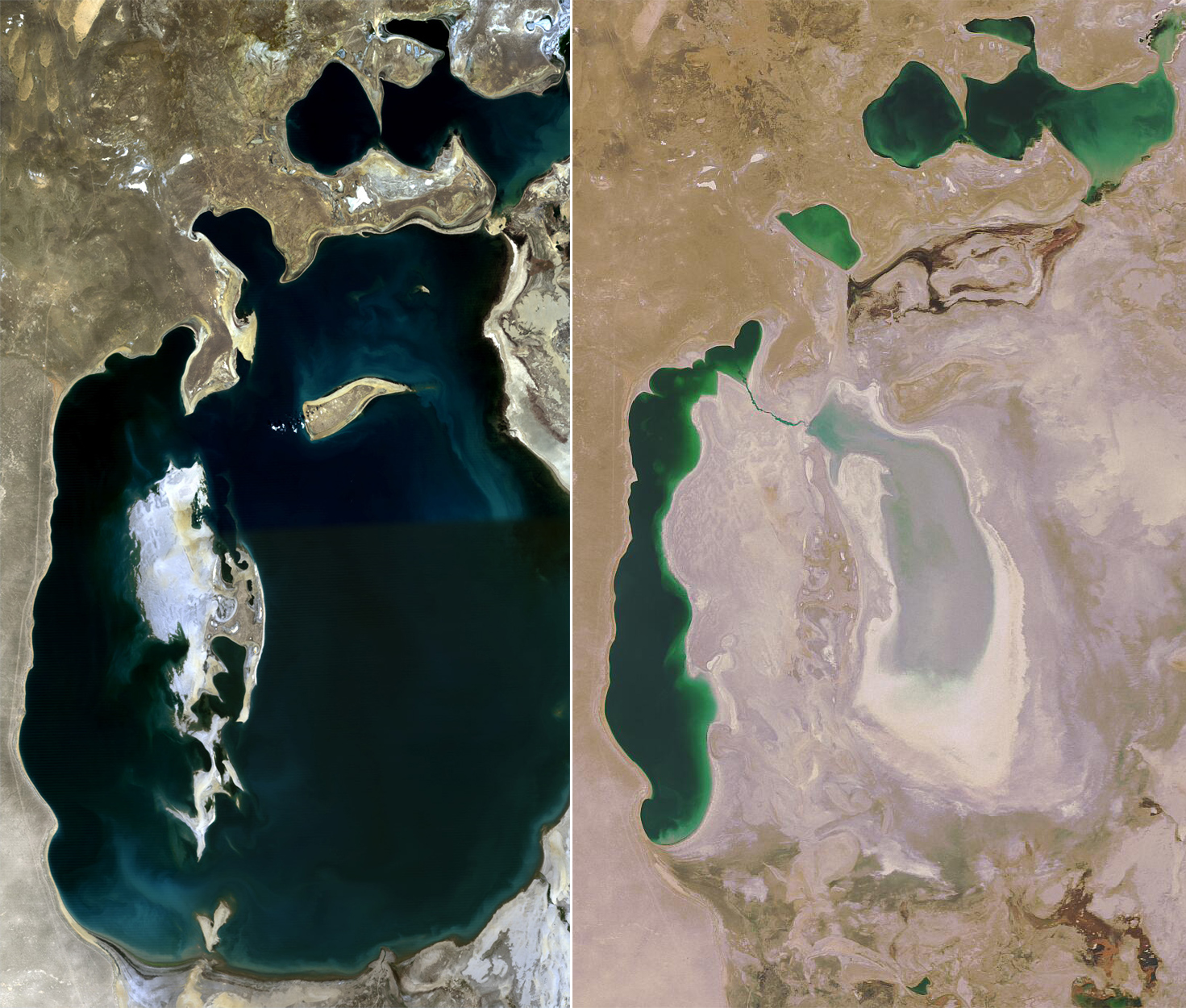
Assèchement entre 1989 et 2008.

Ce lac d’eau salée situé au cœur de l’Asie centrale est alimenté par deux fleuves ; l’Amou-Daria et le Syr-Daria. Ces fleuves prennent leurs sources dans les glaciers des montagnes avoisinantes et traversent le Kirghizistan, le Tadjikistan et le Turkménistan. La mer d’Aral, bordée par le Kazakhstan et l’Ouzbékistan, recouvrait une superficie de 66 460 km2 en 1960, ce qui en faisait le quatrième plus grand lac au monde. En 2006, à cause de l'assèchement, le niveau de l’eau est descendu de 23 mètres, et le volume du lac a baissé de 90 %.

#### Conséquences environnementales
Au niveau environnemental, l’assèchement de la mer a provoqué une forte augmentation de la teneur en sel de l’eau subsistante, décimant la flore et la faune. La mise à nu des fonds marins a aussi révélé des déchets toxiques provenant des pesticides et engrais des cultures intensives de coton. Les vents, accentués par la disparition de la végétation, transportent le sel, le sable et les déchets toxiques sur d’importantes distances. Ceci étend la zone désertique et pollue les nappes phréatiques. Enfin, l’abaissement du niveau de l’eau de la Mer d’Aral se poursuit et provoque deux problèmes environnementaux majeurs : l’existence de la réserve naturelle de Barsa-Kelmes est menacée et un désert salé s’est formé entre l’île de Vozrozhdenie et la côte, ainsi qu’autour de la mer d’Aral. L’île de Vozrozhdenie, facilement accessible actuellement, est un site militaire soviétique de production d’armes bactériologiques.

#### Conséquences sociales
Au niveau social, le désastre environnemental a pour conséquences sanitaires, l’apparition massive de maladies respiratoires et digestives graves (telles que la tuberculose et les cancers). Le taux de sel dans l’eau potable étant quatre fois plus élevé que la norme acceptable de l’Organisation Mondiale de la Santé, le taux de mortalité infantile est quatre fois plus élevé que dans les pays similaires. Ces phénomènes sont aggravés par la situation économique difficile de la région ainsi que par un délabrement des services de santé à la suite de l’effondrement de l’URSS. La moitié de la population a dû se déplacer vers d’autres régions pour essayer de vivre moins misérablement. Cette migration exporte la problématique sociale et environnementale de l’accès à l’eau dans d’autres régions.

#### Conséquences économiques
Au niveau économique, les industries de pêche, de production de caviar et de conserverie ont complètement disparu à la suite de la diminution du nombre de poissons. De plus, la difficulté de cultiver des terres salées a eu pour répercussion un effondrement du rendement agricole. Par conséquent, l’élevage d’animaux est devenu très problématique puisque les terres de pâturage et celles consacrées au maïs fourragé ont presque disparu. Actuellement, la région subit un chômage important, et une forte paupérisation des populations, principalement les peuples dépendant de la pêche.

#### Conséquences politiques
Sur le plan politique, les conséquences sont multiples et interdépendantes. Pour commencer, les cinq pays qui longent les deux fleuves de la mer d’Aral appartenaient à l’U.R.S.S. Leurs politiques agricoles et hydrauliques avaient été élaborées collectivement. Par conséquent, lors de l’explosion du bloc de l’Est en 1991, ils se sont trouvés en position concurrentielle par rapport à l’eau. L’Ouzbékistan a continué à développer une monoculture de coton très exigeante en eau et tributaire d’une irrigation en tranchées et à ciel ouvert très gaspilleuse (l’eau s’évapore trop facilement). Tandis que le Kirghizistan, souhaite toujours s’enrichir grâce à la production hydroélectrique du barrage de Toktogul. Cette situation s’est avérée politiquement explosive et un conflit pour l’eau reste à craindre. De nombreux experts internationaux ont été envoyés sur place pour tenter de trouver un accord de collaboration pour l’utilisation raisonnée et partagée de l’eau. Mais la situation ne s’améliore guère. Cet échec s'explique par le fait que tous les intervenants ne jouent pas carte sur table et faussent leurs indices économiques et statistiques. Selon les études menées sur place, les pays en aval reçoivent suffisamment d’eau pour leurs cultures "déclarées", quelle que soit la situation dans les barrages des pays en amont. L’eau du bassin déborde le barrage de Toktogul, à qui on assigne pourtant une capacité de contrôle illimitée. Mais ces pays en aval ne pratiquent pas exclusivement la monoculture de coton. Il existe de nombreuses cultures de maïs « invisibles » qui profitent officieusement de l’irrigation et permettent de nourrir les ouvriers agricoles. Enfin, 50 % de la production cotonnière du Kirghizistan est amenée en contrebande depuis l’Ouzbékistan. Par conséquent, les traités proposés par les instances internationales sont voués à l’échec tant que les experts ne tiendront pas compte de l’économie parallèle.

#### Solutions

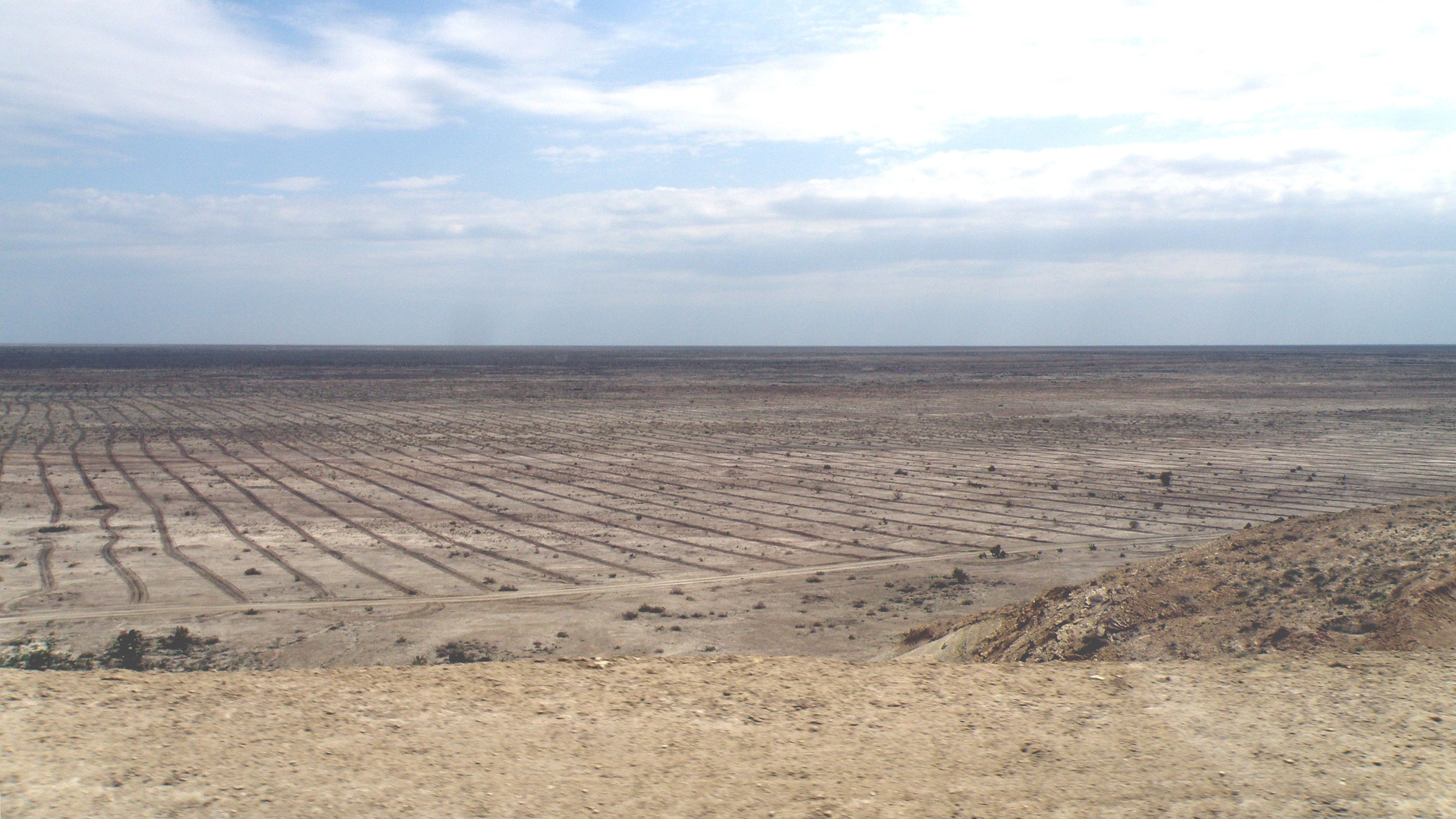
Plantation de saxaouls dans le fond de la mer d'Aral.

Certaines interventions récentes ont des conséquences positives. La construction du barrage de Kokaral, terminée en 2005 et financée par le Kazakhstan et la banque mondiale, a déjà permis de renflouer la partie nord de la mer. La remontée du niveau de l’eau et la diminution du taux de sel a permis un redéploiement de certaines espèces animales et végétales. Ce ballon d’oxygène aide les populations kazakhes mais déplaît fortement à l’Ouzbékistan qui voit la partie sud de la mer encore plus asséchée. Par ailleurs, pour lutter contre la désertification et stabiliser les sols, de nombreuses plantes halophytes ont été plantées avec l’aide de l’Unesco. Enfin, la pêche est à nouveau possible grâce à une espèce de poisson (turbot) qui tolère des taux de sels importants.

### Lac Mead et Colorado
Le Colorado est un fleuve du Sud-Ouest des États-Unis qui prend sa source dans les montagnes rocheuses de l’État du Colorado et parcourant près de 2 300 km à travers sept États avant de se jeter dans le golfe de Californie, au Mexique. À l’origine, c’était un fleuve tourbillonnant et indompté. De nos jours, le Colorado fournit de l’eau à plusieurs millions de personnes, dont les habitants des villes de Denver, Las Vegas, Los Angeles, et bien d’autres. Son eau irrigue 1,42 million d’hectares de plantations de fruits et légumes et de champs de céréales. Le fleuve est pourvu de 49 barrages sur toute sa longueur et 11 d’entre eux produisent de l’électricité grâce à l’énergie hydraulique. « Les usines hydroélectriques du fleuve fournissent en moyenne 12 milliards de kWh d’électricité par an ». Le plus grand de ces barrages est le barrage Hoover.

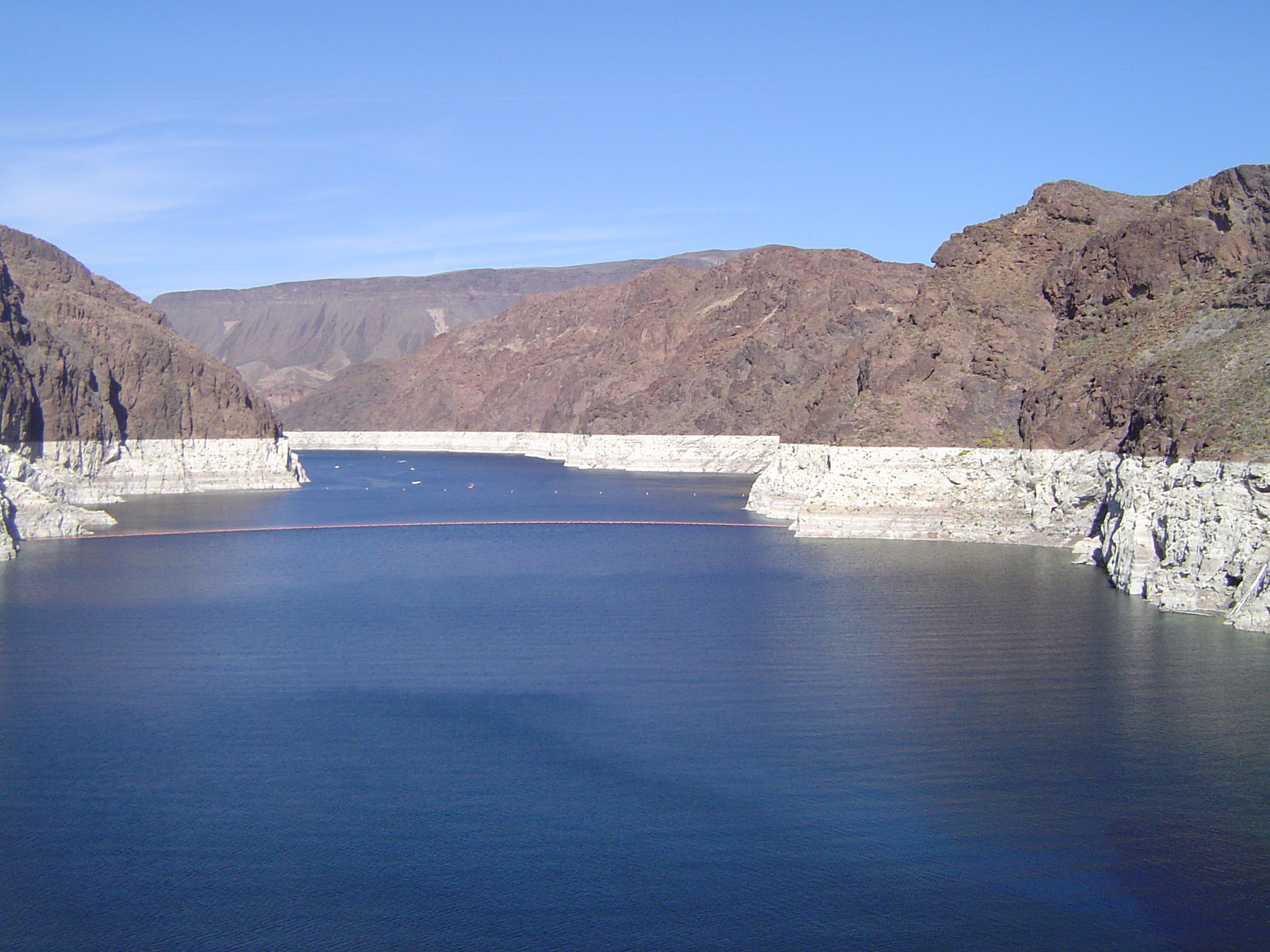
Le lac Mead en aval du barrage Hoover en mars 2008 : la large bande blanche montre à quel point il est bas.

Celui-ci a été construit dans les années 1930 afin de créer le lac Mead qui approvisionne en eau potable quelque 28 millions d’habitants, dont 90 % de la population de Las Vegas. Ces dernières décennies, de nombreuses villes « grouillantes » ont été construites dans le désert, comme Phoenix et Las Vegas, qui hébergent des millions de personnes. Les villes de tout le Sud-Ouest continuent à croître alors même que le fleuve Colorado et le lac Mead sont en train de s’assécher. Le niveau du lac Mead a chuté de façon spectaculaire au cours de la dernière décennie, les relevés officiels font état d’une baisse de 5,6 trillions de gallons (1 US gallon =3,8 litres). Certains rapportent même que plusieurs des réservoirs alimentés par la rivière ne seront plus jamais pleins.

#### Conséquences de l'assèchement
L’eau est source de tensions politiques entre États mais aussi à l’intérieur des États : l’inégale répartition territoriale de la ressource en eau, conjuguée avec le doublement de la population mondiale depuis 1940, tandis que la consommation d’eau potable quintuplait, expliquent les hydro-conflits potentiels. Pour les éviter, de nombreux accords et traités réglementant l’usage de l’eau du Colorado ont vu le jour depuis maintenant plus d’un siècle.
De tous ces traités, le plus important est celui de 1922, le « Colorado River Compact ». Ce traité répartit l’eau du Colorado entre les différents États des États-Unis. Cependant, lorsqu'il a été signé, le débit moyen du fleuve avait été surestimé du double. C’est une des principales sources de conflits entre les différents États. Chaque État veut la part d’eau qui lui est due, bien que la quantité d’eau soit insuffisante dans le fleuve. C’est ainsi que les États le plus au Sud et le Mexique se retrouvent avec beaucoup moins d’eau que ce qu’il leur avait été accordé à l’écriture du traité en 1922.
De nombreux autres traités ont été rédigés depuis lors. Celui de 1944 stipule que le Mexique doit alimenter en eau les États-Unis à travers le Rio Grande et que les États-Unis en retour doivent laisser une partie de l’eau du Colorado aux Mexicains. Le problème est que, depuis cet accord, le Rio Grande est à sec et que les États-Unis cherchent par tous les moyens à récupérer l’eau qui leur est due. Une nouvelle fois, des conflits politiques voient le jour et le Mexique se retrouve avec un débit d’eau très inférieur à celui qu’il avait il y a quelques années.
Outre les tensions politiques engendrées par le manque d’eau dans le bassin du Colorado, de nombreux autres problèmes sont apparus depuis plusieurs années. C’est notamment le cas de la production d’électricité provenant directement des barrages. « Bien avant que les gens manquent d’eau potable, quelque chose se produira : lorsque le lac Mead tombera en dessous de 1 050 pieds (soit environ 320 mètres), les turbines du barrage Hoover fermeront, et à Las Vegas, les lumières commenceront à s'éteindre. » Ce problème ne se limite pas à Las Vegas : en vertu des contrats signés par le président Obama en 2011, le Nevada ne reçoit en fait que 23 % de l’électricité produite par le barrage Hoover. Aujourd’hui, les niveaux d’eau ayant déjà fortement baissé dans le lac, les gestionnaires fédéraux ont dû réduire la production hydroélectrique de presque 25 %. Si le pire devait arriver, et que la production d’électricité tombait à zéro, cela déstabiliserait complètement les marchés énergétiques dans tout le Sud-Ouest des États-Unis. Malheureusement, la meilleure façon de relancer la production d’électricité serait de garder plus d’eau dans le lac. Cela n’est toutefois pas possible, étant donné que le barrage a été, à la base, construit pour le contrôle des inondations et de l’irrigation et que l’hydroélectricité permettait de financer ce projet.
Le delta du Colorado, qui est l’un des plus grands au monde, s’étendait sur plus de 8 000 km2, il est aujourd’hui réduit à 5 % de sa taille d’origine. Désastre en quelques décennies visible par satellite. Étant donné que toute l’eau du Colorado est aujourd’hui prélevée avant d’arriver à l’embouchure au Mexique, de graves problèmes pour l’écosystème et pour les habitants apparaissent. De plus, puisqu'il y a moins d’eau dans le fleuve, celui-ci se charge de manière excessive en sel. À certains endroits, l’eau est même devenue plus salée que dans l’océan. Il y a un siècle, le delta comptait plus de 400 espèces différentes de plantes, poissons et animaux. De nos jours, le fleuve est à sec à environ 50 miles au Nord de la mer. À son embouchure, le lit de la rivière n’est rien de plus que de la poussière. Pour remédier à cela, le Mexique a décidé de créer une réserve naturelle pour sauver la faune et la flore.

#### Projets de solutions
Plusieurs solutions ont été proposées pour essayer de réduire l’assèchement du Colorado et les problèmes qui en découlent, même si elles ne sont pas toujours concluantes. Voici une liste non exhaustive de projets visant respectivement à : un accroissement naturel de l’eau du fleuve, une économie d’eau, une production suffisante d’électricité, et un apport extérieur en eau.
La première idée serait un projet binational de sensibilisation à la conservation de la partie inférieure du bassin du fleuve Colorado afin d’accroître l’écoulement de manière naturelle.
La seconde, déjà mise en place, consiste en de nombreux efforts de conservation et de réduction d’eau. Ceux-ci ont permis de réduire la consommation des ménages de 21 % à Las Vegas et de 20 % à Phoenix. Cependant, la forte croissance de la population atténue les effets des baisses réalisées.
Ensuite, si le niveau du lac Mead descendait en dessous de 1 074 pieds, un plan d’approvisionnement temporaire serait déclenché. Ce plan a été approuvé par les sept États tributaires du bassin du Colorado et stipule que la part d’approvisionnement en eau de l’Arizona et du Nevada serait réduite et que le flux provenant du lac Powell serait augmenté.
Enfin, une dernière solution serait la construction d’un pipeline d’approvisionnement en eau venant directement du Canada, pays possédant le plus d’eau potable sur la planète. Cependant, cette solution est actuellement rejetée par le Canada. En revanche, le premier ministre de Terre Neuve a déclaré qu’il envisagerait sérieusement de vendre une partie de l’eau de sa province aux États plus au Sud. S’il y a peu de chances qu’un tel enjeu génère un véritable conflit en Amérique du Nord, il y a fort à penser que de vives tensions politiques et économiques pourraient voir le jour entre les États-Unis et la fédération canadienne.

### Autres cas de mers et lacs en assèchement
- Lac Poopó
- Laguna de Aculeo
- Ohrid
- Prespa
- Salton Sea
- Mono
- Owens
- Uru-Uru
- Tulare
- Walker